# Washbrook
Washbrook är en by i Copdock and Washbrook, Babergh, Suffolk, i östra England. Orten har 528 invånare (2015). Den har en kyrka. År 1994 blev den en del av den då nybildade Copdock and Washbrook. Parish hade 368 invånare år 1961.